# Montserrat Busquets Surribas
Montserrat Busquets Surribas (Girona, 24-08-1956) és infermera, llicenciada en Antropologia Social i Cultural i màster en Bioètica i Dret.
Ha treballat com a infermera assistencial en la Ciutat Sanitària Vall d'Hebrón i com a professora de l'Escola Universitària Princeps d'Espanya del Institut Català de la Salut i de la UNED. La seva tesi de doctorat, dirigida per Jordi Caïs, tracta sobre Autonomía e información en el proceso de atención sanitaria a mujeres con cáncer de mama y hombres con enfermedad coronaria per la Universitat de Barcelona. Va ser membre de la Comissió Deontològica del Col·legi d'Infermeres i Infermers de Barcelona, del Comitè de Bioètica de Catalunya i de l'Associació de Bioètica de la Universitat de Barcelona. El 2016 va rebre el Premi Infermeria i Societat ‘Prop teu', que atorga la Fundació Infermeria i Societat, en reconeixement de la seva contribució a la professió infermera.